# Албертовско
Албертовско (пољ. Albertowsko) је село у Пољској које се налази у војводству Великопољском у повјату Грођискиском у општини Грођиск Вјелкополски.
Од 1975. до 1998. године ово насеље се налазило у Познањском војводству.